# 籃球術語

本篇收錄了常用籃球術語。以下籃球術語、詞彙依英文字母排序。這裡所提的是較常出現的辭彙，並以國際籃球總會規則為主，美國國家籃球協會規則以補充。街頭專用的用語可能建議不應置於此條目，想進一步了解可參閱各地街頭術語。

## 0-9

### 24-second violation
指進攻方需要在24秒内完成一次进攻。
如果进攻时间达到24秒卻沒有出手投篮即为違例。
如果投篮后球在空中時进攻时间达到24秒，那么球没有进且没有击中篮筐则为違例；否则不违例。

### 2 on 1
2打1，是一種快攻機會。Number on Number是幾打幾的意思。例如：「Let's play 1 on 1!」同理3打2就叫3 on 2。

### 2-man game
兩人小組搭配、雙人戰術。持球者與一隊友的戰術，基本款為Pick and Roll與其變體。

### 2-point shot
兩分球。即是於三分線內命中的球

### 3-pointer
三分球，或作3-point shot。指的是在三分線外出手的球。

### 3-second violation
同一進攻球員不得連續待在禁區內超過3秒，必須在3秒之內雙腳皆離開禁區才能再踏入。此規則讓一枝獨秀的禁區球員無法在籃下守株待兔，必須多使用一點技巧才能得分或接到球，藉此讓比賽實力的平衡較容易維持。

NBA中還有另外一種3秒違例 - 「防守3秒違例」。此例是限制同一防守球員不得連續待在禁區內超過3秒，必須在3秒之內雙腳皆離開禁區才能再踏入。此規則避免防守球員長期在籃下守株待兔，必須多使用一點技巧才能防守成功，藉此讓比賽實力的平衡較容易維持。如違例，進攻方將會獲得一次罰球機會，另外會繼續保持控球權，於邊線重新發球。

### 3-2 zone defense(3-2聯防或3-2區域防守)
篮球防守战术之一。防守队员采用3名队员在外围，2名队员在内线的站位方式进行的区域防守。(主要防範對手外線投籃，內線防守較2-3聯防薄弱)

### 5-second violation
FIBA有三種5秒違例。
第一種是防守5秒違例。若裁判認定持球進攻球員被对方队员（距离不超过1米）严密防守，则持球队员必须在5秒钟内传、投或运球，否则是違例。
會發生的可能情況是，持球者已經收球，而且自己與隊友都受到嚴密的防守，於是傳不了也投不了，5秒鐘就過去了。此規則可鼓勵防守方展現更強烈的企圖心。
第二種是罰球必須要在罰球員接到球後5秒內出手，否則該球就算違例，沒有得分。如果發生在此次罰球中的最後一球，那不僅沒得分，球還直接歸對方。
第三種是發界外球要在5秒內發出。
NBA自己還有一個背框5秒違例。進攻球員在罰球線延伸線區域以下，背對籃框運球時，五秒內必須面對籃框、收球、傳球或移動到罰球線延伸線區域以上，違例則失去球權。

### 8-second violation
進攻球隊必須要在8秒之內把球帶到前場，也就是24秒倒數計時器約略數到16時（以裁判计算为准），球一定要进入前场。把球帶到前場的方法有：球没有被控制时触及前场；球被部分身体触及进攻方的前场的防守队员、裁判员触及；球被双脚完全触及前场的进攻队员触及；運球队员球和雙腳都触及前场。

## A

### air ball
麵包球、，意指出手後，在沒有被蓋火鍋的情況下，碰不到籃框。一般認為投出這種球對訓練有素的籃球員是一種恥辱。另外還有所謂的三不碰（三不沾），即除了籃框沒碰到，連籃板和籃網也都沒碰到。在NBA，air ball被視爲失誤，但不會算作field goal當中。

### alleyoop
空中接力，香港稱爲拆你屋：在半空中接獲傳球，落地前就已出手。通常較受人注目也比較多見的alleyoop是以灌籃的形式得分，所以常有人誤會alleyoop就該翻成第一時間灌籃，但實際上其意義並沒有那麼狹隘。
alleyoop源自馬戲團表演中的一句法語呼喊，alley oop的用法則從NFL開始。

### and 1
加罰一球、小帳(上)加一、進算加罰。出手時被犯規且將球投進時，可以獲得額外的罰球一次。根據語境的不同，可能指的是獲得加罰一球的機會、就算被犯規還是能將球投進的精采表現、幾乎篤定能獲得額外的十分(如果該球員罰球命中率低)、或是已經投進了額外的一分。這詞彙最近被國際籃球協會收錄在一般術語條目中。

### assist
助攻。正式比賽通常會記錄的數據。當一球員傳給隊友後，該隊友便順勢得分，則傳球者助攻數加一。對於「順勢」更明確的規範請參見籃球規則。如果傳球者傳球給隊友時，該隊友拍了球一下後才得分，也可能被記為助攻。NBA對於助攻的認定較FIBA寬鬆非常多。

## B

### backcourt
後場。請參見前場（frontcourt）。

### backcourt violation
球回後場（違例），又稱「Over and back」，球回到後場而且最後觸及球的人是進攻方球員，若這時再由進攻球員碰球，進攻方就會發生回場違例。值得注意的是，發生了違例之後對方發球位置和剛剛發生違例的位置有關，也就是說越早把球撿起來發生違例，對方發球的位置距離籃框就越遠。對個好球員來說，回場球不能因為注定失去球權就放任球滾動出界，除了跟對方發球位置有關之外，更應該提防的是對方是否在球出界前把球搶走發動快攻，否則就可能不只是把球權給對方而已，連防守的機會都沒有了。

### ball handle
中文直譯為控球，但中文使用的控球意義與ball handle實則不同，已經略為偏離原意。
台灣用語中「控球」通常指的是藉由較長時間對球控制，進而做到組織自己隊伍的攻勢。此義與Point Guard的翻譯「控球後衛」相契合。而中國大陆用語稱呼PG為組織後衛，則減少了語意上的誤會。
ball handle的英文原意精確地說，是掌控球的意思，泛指球感與運球技術，也可視為運球（dribble）的等義。還可延伸為持球時間。但較無「組織」的意義。

### bank shot
擦板球。bank也可以當動詞。雖然最基礎的上籃都是擦板，但英文中很少人會叫它bank；中文中則常說擦板得分。

### basket
籃框、籃圈。等同rim。籃球的一項硬體設備。籃球就是一種要把球投進籃框的運動。

### behind-the-back
一種運球技術。背後運球，或背後換手運球。

### block
1)蓋火鍋、封阻。正式比賽通常會記錄的數據。碰觸對方出手的球使得球進不了籃框，就叫火鍋，該防守球員火鍋數加一。一般印象認為把球「拍掉」才叫火鍋，但事實上手指點到球也算。另外如果球已經過了拋物線的頂點（下降中），就不能蓋火鍋了，請參照goal-tending(妨礙中籃)。
中文以蓋火鍋一詞代表封阻，由台灣傳奇主播傅達仁所發明。
2)禁區

### blocking (foul)
阻擋（犯規）。常見的犯規之一。更具體定義參見籃球規則。

### bonus
即team foul，加罰狀態的罰球。加罰狀態指的是團隊犯規過多（通常為單節團隊犯規5次），原本不必罰球的犯規也要罰球。但進攻犯規不必罰球。

### bounce pass
地板傳球、傳地板球，香港稱為彈地傳波（球）。

### box out
卡位。通常是搶籃板球時會提到的字。將對手擋在身後（不應該用手推擠），遠離籃框，使自己前方保有一定的空間，屆時若籃板球往自己方向飛時對方就比較不易碰到球。
通常防守球員比進攻球員容易卡住有利位置，因為正常情況下，防守者本來就比較接近籃框。所以，進攻籃板的搶奪常常不是依靠卡位得來的。反過來說，卡位就是鞏固防守籃板的一個重要關鍵。
越接近籃框就越容易卡住對手。在禁區卡位時，如果卡在前面的人比對方重或比對方下盤有力，那對手可能會被卡出禁區；反之，卡在前面的人保有的空間會越來越小，但因為後面的人如果擠倒前面的人，很可能是一個犯規，所以大致還是前面的人有利，唯重心還是可能會被壓住而跳不高，就比較容易被後面的人搶到籃板（即俗稱的摘帽子、摘芭樂）。

### bucket
本指水桶，比喻命中的投籃。

### buzzer beater
最後一擊，绝杀，字面上的意思是擊敗進攻計時器。在有對應的簡短翻譯前，會以「時間到點前，出手投進了這一球」等較長的語句敘述之。
狹義的buzzer beater是比賽結束時投進了追平或逆轉球，稍廣義的buzzer beater為比賽獲各節結束前的最後一擊，最廣義的泛指任何計時器鳴響時投進的球。罰球不會被稱為buzzer beater。

## C

### catch and shoot
接球後立即射籃。
在高防守強度的比賽中，空手球員可能會被防守者deny而不易接到球，所以需要跑位；接到球後可能馬上被對方貼上，這樣就很難出手，無法catch n' shoot。
所以在真正的高防守強度比賽中，想要catch n' shoot，必須要：
1.跑出空擋，或者溜到防守者沒注意到的死角，而不只是能接到球就好。
2.在有限的空擋內出手。猶豫太久，就會馬上被貼上。如果catch 'n shoot速度越快，能容許的空擋就能越小。
3.擁有防守下射籃能力。期待毫無防守壓力的射籃幾乎是不切實際的。另外，如果就算有點被守到依然能把球投進，那空檔時間自然就會拉長。和第2點可以說是雙管齊下。
當然，如果射程夠遠，那防守者想干擾catch n' shoot就會越困難。還有，Catch n' shoot因為需要跑動後接球馬上出手，所以往往重心不像站著等球那樣穩固，而且一個簡單的小轉身也會成為關鍵，這也就是為什麼catch n' shoot需要獨立成一個練習項目。
通常catch n' shoot是隊上射手的主要任務（射手可以不只有一個）。只站著接球投籃，根本不能說是catch n' shoot，是否可稱為射手，也會備受質疑。NBA球員中，底特律活塞的理查德·漢密爾頓是典型的射手，球隊常有為他設計的catch n' shoot戰術（竭盡所能讓他跑出空擋接球後就能馬上得分）。NBA歷史著名神射手雷·艾倫更是此道的佼佼者，因為他的身體素質好，catch n' shoot亦可於三分線開炮，且從接球到出手只消0.6秒（非正式數據，請從相關影片驗證），即使身處在三分線外。

### center
中鋒，籃球球員攻守位置之一，通常簡寫為C。又稱為5號。傳統觀念上很可能會是隊中最高的人，相對靈活性就被默許較差。又高又壯又靈活的中鋒是每個教練夢寐以求的球員，難得一見，NBA的威爾特·張伯倫和沙奎爾·歐尼爾即屬之。

### charging (foul)
帶球撞人（犯規）。常見的犯規之一，是一種持球队员的進攻犯規（offensive foul）。更具體定義參見籃球規則。

### court
球場。FIBA規格的籃球場長26公尺，寬14公尺，所以一個半場略呈正方形。NBA與之不同。

### crossover
過人技巧：換手運球。或者泛指運球過人的技巧

## D

### defensive foul
防守犯規

### disqualifying foul
奪權犯規。

### double clutch
空中挺腰 拉桿

### double crossover
過人技巧：

### double-double
即“雙十”，香港稱為「雙雙」。指球員在比赛中有兩項數據都達到了兩位數。

### double dribbling (violation)
兩次運球、二運（違例）。俗稱的翻球也屬之。即如運球者運球後用雙手拿著球，如果籃球再由他手上掉下再次碰觸地面，就會被視為double dribbling，控球權將交給對手。

### double foul
雙方犯規。通常出現較多的地方是搶籃板球的時候，此時會雙方都具有犯規動作而被判double foul。注意，和一邊犯規，然後另外一邊的球員因報復或不滿而辱駡或挑釁產生的技術犯規不同。

### double team
雙人包夾。利用兩個防守者來防守一個進攻者。

### downtown
三分線外。「shoot from downtown」就是常見的「投三分球」的說法。

### dunk
灌籃/入樽。直接把球「扣」進籃框的得分方式。強力灌籃則稱slam dunk

早期的籃球並不允許灌籃得分。
從進攻距離和進球難度成正相關的理論來看，灌籃應該是命中率最高的得分方式，但前提是要能輕易跳到那個高度。在日本漫畫灌籃高手裡，主人翁櫻木花道因為跳躍力高強，所以灌籃反而成為他最簡單也最早期的得分方式。

### dribbling
運球，籃球基本動作之一，反覆把球往地上拍打。重要的是，進攻者在要將球脫手之前想移動的話，一定要運球才能移動。所以運球的好壞大幅影響球員在球場上的靈活性。好的運球者能在運球的時候觀看四周與籃框，下盤穩固，而且能視情況決定要怎麼運，身體也能隨心所欲。
dribble在英文中泛指帶球移動的動作，像是足球的盤球行進也使用這個字。
更狹義的運球、掌控球、做出複雜運球的能力，請見ball handle。

### drifter
橫向漂移投籃

### drive (in)
切入，球員往禁區移動的動作，可作動詞或名詞。意義與penetration幾乎等義。但空手切入通常不使用drive，而用cut。

## E

### Early Offense
建議先了解快攻（fast break）再閱讀。
尚無中文譯名。意思是趁防守者佈陣尚未完成時，趁機發動攻擊。可能時機有兩種：一個是本來可能有快攻機會但沒把握到，就慢下來伺機等待我方任一球員（主動或被動）獲得良好攻擊機會；另一個是確定已經沒快攻機會了，但依然盡可能早點進入前場產生多打少的情況，此時雖然不若3打2容易，但其實防守者也可能還沒就定位，即便五個人都已經回防了，也不一定每個防守球員都準備好防守架式，所以此時若進攻球隊能把握的話，得分機會也不低。

### Euro step
進攻技巧：欧洲步，NBA的Manu Ginobili（吉諾比利）和James Harden著名招式。特色是透過大幅度的橫向移動來達成上籃

## F

### fade-away
後仰跳投、向後跳投，跳投時往防守球員的反方向跳，藉此閃躲防守並因為預先反應增加進球率。德克·諾維茨基 是著名以後仰跳投得分的NBA球員之一，他的單腳後仰跳投被人們叫做金雞獨立。

### fake
假動作，任何持球或不持球，進攻或防守時，誘騙對方的動作。例如假裝傳球、假裝右切、假裝擋人。投籃假動作則被稱為Pump Fake。例如:運球時或持球時可晃右切左,反之則晃左切右

### fast break
快攻。進攻球員盡可能跑向前場使得防守球員來不及回防，形成最前方進攻者數目比防守者多的情況，於是進攻方就擁有得分的大好機會。但通常只有前方無防守者、2（以上）打1和3（以上）打2會被視為快攻，因為此時進攻球員的空間比較大，較能施展最容易得分的帶球上籃。而4打3和5打4因為有點擁擠的關係，所以很可能無法馬上就得分，而需要改變節奏，比較不易形成快攻，但還是能創造early offesnse機會。
攻守轉換是快攻發動的時間點，而這通常是搶下防守籃板或抄截之後，因為這時對手可能來不及回防。然而還是有的隊伍能夠在對方進球，己方必須從底線發球時，依然發動快攻。著名的例子就是NBA裡2006年前後由Steve Nash（190cm, PG）率領的鳳凰城太陽隊（Phoenix Suns），他們把發球的時間盡可能縮短，同時Nash在接發球時也邊向前移動，負責攻擊的隊友也是先往前跑。只要對手回防稍微大意，他們就能發動快攻成功。
請參見攻守轉換（transition）和early offense。

### FIBA
（International Basketball Federation）。舊稱国际业余篮球联合会，FIBA即舊稱的法文縮寫。為国际性的单项体育联合会，全世界大部份國家所舉行的比賽皆採用FIBA規則或其變體。

### field goal
中文翻譯為「投射」，簡稱「投」，外圍投射及灌籃皆算是field goal。
所有罰球以外的出手投籃均為field goal。NBA用之作為數據統計的一個項目，FIBA則習慣區分兩分和三分。
例如：
Field Goals 6/17，即是，17投6中。

### finger roll
挑籃。強調手指的運用。

### flagrant foul
惡意犯規，NBA術語。FIBA規則已經將此字換掉，改稱為不合運動道德犯規（unsportmanlike foul）。

### floater
（提早）（高）拋投，類似running shoot(跑射)，但和騎馬射箭和起跳中投籃有些許差異，此為在移動狀態下運球起跳之後運用身體及手臂延伸將球高拋出，藉以越過防守球員的封阻。也有少數弧度沒特別高，但利用提早出手的方式閃過防守者。如果是高拋投的形式，亦可稱作tear-drop layupe，參見tear-drop layup。Floater在NBA裡多半為矮小球員的拿手招式，但時至今日由於NBA球員身高日益提高，所以不乏搖擺人或是稍微有高度的球員也會來上一手。

### flopping
假摔、假倒，一種fake foul，利用主動的倒地吸引裁判甚至欺騙裁判，最甚者在無肢體碰觸的情況也會倒地。

### foul
犯規.
只要是犯規都可以叫Foul

### fouled out
犯滿離場。在台灣會暱稱為「五犯畢業」。只要在場上集滿個人五次犯規，就不得於該場比賽再上場。
在NBA等職業比賽是訂為六次才犯滿，因為他們比賽時間是一般比賽的6/5倍（48/40）。

### forward
前鋒，籃球球員攻守位置之一，通常簡寫為F。有時會再二分成小前鋒和大前鋒，前者又稱為3號，後者又稱為4號。

### four-point play
四分打。投進三分球被犯規又And1成功，就一口氣拿下四分，這時就會說四分打。

### free throw (line)
罰球(線)。

### frontcourt
前場。球隊進攻籃框所在的那個半場，就叫該球隊的前場，另一半就是該球隊的後場(backcourt)。
順便一提，在台灣後場有時指的不是上述的意思，而是借代為後衛（1~2號）甚至是外圍球員（1~3號）；而前場借代為禁區球員(較少用)。

## G

### give and go
傳走戰術（注意！此中文名稱可能容易與Motion混淆!）、給了就走。基礎走位與戰術，指的是把球傳給隊友後立刻跑位。一些專注力或經驗不夠的防守者，很可能會因為球離開自己盯的人而放鬆警戒，此時只要第一時間往禁區跑可能就是個空檔。

### goaltending
干涉得分。根據FIBA規則，分為進攻方干涉得分和防守方干涉得分兩種。一言以蔽之的概念就是，球離開拋物線的最高點後，直到可以確定球進不進或触及篮圈為止，都不能把球撥掉。
防守方干涉得分
可能會進的球，意指投出的球在空中劃成的弧線已在落下過程中且還在籃框之上，不能再由防守隊員触球，否則視為得分。
進攻方干涉得分
可能會不進的球，意指投出的球在空中劃成的弧線已在落下過程中且還在籃框之上，不能再由進攻方隊員触球，否則視為違例。在NBA規則中被稱作Offensive Interference。
進攻方干擾球很少見，甚至會被質疑是不必要的。但只要舉個簡單例子大家或許就可以明白：
今天你隊上一位球員在比賽關鍵時刻三分長射，你對他命中率感到擔心，也認為得兩分就夠了，於是在球還沒碰到框之前就抓下來再放進兩分。原本可能不會進的球變成幾乎會進。
另一方面，更重要的是，如果沒有進攻方干擾球，等同於讓防守方抓籃板在規則上處於劣勢，因為球在籃框一半會進一半不會進的位置，進攻方可以撥進球但防守方不行抓下來。

### guard
後衛，籃球球員攻守位置之一，通常簡寫為G。有時會再二分成控球後衛及得分後衛，前者又稱為1號，後者又稱為2號。

## H

### hack-a-Shaq
一種犯規戰術，一般台灣媒體將之翻譯成「駭客戰術」。因為某特定球員的個人進攻成功率或所屬球隊的團隊進攻成功率太高，而該球員罰球命中率卻偏低，於是提早犯規或徹底犯掉，令其只能從罰球線上取分，進而降低其得分及爭取進攻時間。得名於前NBA球星俠客·歐尼爾針對他執行的戰術。常被認為不夠合乎運動家精神並使比賽變得難看。

### half-spin
運球過人技巧：半轉身，一種假動作，企圖欺騙防守者，讓對方認為是真的要轉身。

### half-time
中場（休息時間）。上半場（第一、二節）和下半場（第三、四節）中間的休息時間。一般正式的FIBA比賽有15分鐘。

### hand-check
手部肢體接觸，早期的NBA允許防守者以手部些微干擾進攻球員,即俗稱的「球手一體」，現在因為聯盟鼓勵進攻已經改掉。現在，在FIBA和NBA中都一樣，手部肢體接觸會形成打手犯規，參見reaching foul。

### hook shot
鉤射。又可分為baby hook（一般的鉤射）和sky hook（天鉤賈霸的絕學）。粗略的定義是身體大抵側對籃框，以遠離籃框的手把球拋出。

### high post offense
上中。指的是中鋒上到高位(high post)。

## I

### inside out
一般是指球幾乎進入籃框，卻又彈出來。
亦有另一種形容過人技巧的用法：單手運球佯裝要換手、換邊，但又拉回同一隻手、同一邊繼續運。和double crossover不同的地方是，過程中沒借助到另一隻手，沒有「crossover（換手運球）」。請參考Jason Kidd的Nike Signature Move。
另外也代表一種進攻方的進攻方式，即內線中鋒持球被防守方包夾時，內線中鋒再將球傳給外線球員，藉此解除被包夾失誤的危機。

### inbounds
發邊線球。

### isolation
簡易戰術，隊友拉開空間給一人單打。

## J

### josh
詰閔。可為名詞或形容詞，當兩個人一對一單挑時，一方運球運到重心不穩而跌倒，可以稱他為詰閔。

### jump ball
跳球。此種情況除了每一場的開始會出現外，也可能是出現在雙方球員在球並未確認歸屬任何一方時，有雙方球員雙手持球并出現爭搶或達到3秒。

### jump shot
跳投。講白一點就是投籃.

### jump stop
墊步。

### jumper
同jump shot，跳投。
一般連帶兩分外圍投射的意思，用作區別三分。踩線的長距離兩分球（Long 2）也會被稱為Jumper。

## K

### kick ball (violation)
腳踢球違例。只要裁判認為球員有主動伸腳去碰觸球的情形，就會判定是違例；反之，如果球員沒有「伸腳」的意圖，則判定只是球在亂中碰觸人體。除了籃球新手可能會發生以為可以踢籃球的情形外，一般較有經驗的防守球員也可能試圖以腳干擾地板傳球，用腳踢球違例阻止對手創造一個絕佳的得分機會。

## L

### lay up
上籃，最常見的是帶球上籃、三步上籃(兩步半)。（參見討論頁）
在日本漫畫灌籃高手裡，主人翁因為跳躍力強，灌籃跟喝水一樣簡單，所以相較之下沒有魄力的上籃就被稱為「庶民投籃法」。但事實上上籃是籃球基本動作之一，一個籃球員可以不會灌籃但一定要會上籃。

### leading pass / lead pass
領前傳球

### leaner
斜身傾前射球

### logo shot
因為每個籃球場的中圈位置都有屬於該主場球隊的隊徽，所以意指球員在中圈附近的距離射三分球.  命中率通常很低.

### low post
低位。

## M

### man-to-man defense
相對於區域聯防（zone defense）而發展出來的術語，人盯人防守，可分為全場盯人和半場盯人兩種。前者多存在于時間緊急的追分，卻又不想犯規的時期。注意，全場盯人防守十分消耗防守人員的體力，一般是追分方法。

### mid-range
中距離。泛指三分線和顔色地帶間的距離，一般是指中距離投射及對應防守。

### mismatch
防守錯位、錯位防守。明白點是指進攻與防守方體型、體能或速度差距太大，不是最佳的防守配對，造成這組一對一防守幾乎會被破的意思。
也有人簡單解釋成負責位置差太多(例如中鋒守後衛、後衛守中鋒)，然而有趣的是，如果中鋒不會比對方後衛慢，或者後衛不會比對方中鋒矮，這還能被稱作mismatch嗎？

### motion offense
傳切戰術、動態進攻。2000年左右引進台灣的FIBA進攻戰術體系，特色是持球與空手球員不斷的切入，不停的掩護，且可循環執行。

### moving pick (foul)
走擋，一種非法掩護(illegal screen)，是指在擋拆(pick or set screen)的時候，沒有站定位置，仍然處於移動的狀態，是一種常見的進攻方阻擋犯規。

## N

### NBA
美国职业篮球联赛，籃球發源地美國的最知名職業聯賽（但不是最早的聯賽），同時也是全世界最多人收看的籃球聯賽。規則與FIBA獨立而行，所以會和我們平常打球遇到的不太一樣，唯FIBA和NBA規則會互相參考，所以也有些規則從不同變成了相同。因NBA非本條目重點，更詳細的內容請參見NBA相關條目。

### net
籃網。空心球。

### no looking pass
假裝沒看到某位隊友、不望向那隊友，但卻傳球到那位隊友手中，使用此招最著名的是魔術強森

### no look shot
假裝看着某位隊友，不望向籃框，但卻投球

## O

### offensive foul
進攻犯規。最常見的是，帶球撞人，即是，進攻方由於衝撞已經站定住位置的防守球員，而造成的犯規動作。

### out of bound
球出界或是壓線，包括球員帶球時腳踩到線，但救球時（Hustle）人在空中將球撥回球場（不論對方或己方球員拿到球）則皆不算出界而在救球途中碰到球卻落地則判觸碰方出界。

### overtime
延長賽，簡稱OT。指在籃球正規時間(FIBA 40分鐘)打完時雙方仍保持相同比分，因籃球比賽並未有和局制，而進入延長加賽。延長賽時間5分鐘，視為第四節的延伸，包括個人犯規、單節團隊犯規和進攻籃框等紀錄皆會繼承，換言之犯規出場者仍不得上場，且是否進入加罰狀態也跟第四節結束時相同。所以在法定時間内五犯(NBA六犯)或比賽期間兩次技術犯規離場者即使進入加時也不得再上場。而且數據也會繼承，算進正規賽數據中，而不會獨立計算。舉例來說，一球員正規時間拿下20分4籃板，延長賽拿下14分6籃板，比賽數據即為34分10籃板。若延長賽結束時再次同分，就再一次延長賽，如此重複，直到勝負分出。
注意，在NBA中，OT時間，timeout（暫停）次數會重置，無論之前暫停多少，都將重置到1次長暫停，2次短暫停。(加時賽)

## P

### paint
禁區(或稱作油漆區、顔色地帶和三秒區)

### passing
傳球，籃球基本動作之一。

### personal foul
個人犯規，比賽中只要有球員犯規，該球員個人犯規加1。只要該球員累積到5犯（NBA為6犯），該球員要即時離場，不得於該場比賽再上場。

### pick and roll
雙人戰術之一，持球掩護(on-ball screen)基本型：擋切戰術。(擋完人後往裡轉,即往禁區轉進)

### pick and pop
雙人戰術之一，持球掩護常見變體:擋拆。（擋完人後往外拉出去,常用於小後衛切入擋完人回給擋人的大個子做投射）

### pick and slide
雙人戰術之一，持球掩護罕見變化型。當兩位防守者採取上移包夾時，第三線防守者沒有顧好禁區，刁鑽的後衛就可能藉由掩護隊友創造的縫隙，以運球穿越兩位防守者。通常運球必須往前運得更遠，所以有第三線協防者時就容易失誤。

### pivot foot
軸心腳。是當一名球員站定時，如果一直腳（即軸心腳）不動，另一隻腳畫弧形移動、轉身是不會被視作走步的。

### player
球員。

### point
分數、得分。正式比賽通常會記錄的數據。

### pushing (foul)
推人（犯规）

### Pull-up jump shot
急停跳投

## Q

### quarter
節，籃球比賽的時間單位。一場比賽共有四節，每節10分鐘。
12分鐘則是世界各國職業聯賽普遍使用的長度，例如美國NBA、大陸CBA(甲A)、韓國KBL、前中華職籃CBA都是一節12分鐘。

### quadruple-double
大四喜。
指得分、籃板、助攻、火鍋、抄截其中四項達到兩位數，
(一名中鋒以16分14籃板10助攻11火鍋即為大四喜)

## R

### reaching in (foul)
打手（犯規）。常見的犯規之一，是一種防守犯規（defensive foul）。防守者為抄球而打到進攻者的手。更具體定義參見籃球規則。

### referee
裁判。要注意足球和籃球的裁判是這個字，但像棒球的裁判就不是。

### rebound
籃板球:正式比賽通常會記錄的數據。

### rejected
進攻被對方成功防守，包括封阻(block shot)

### ring
指環，NBA總冠軍球隊的球員可獲得，用作借代統計球員奪得總冠軍的次數。

### rim
籃網

### runner
騎馬射箭、拋投。
可能是出自台灣體育媒體資深主播傅達仁先生的轉播。投籃時身體依然在空中並同時將球投出，因為衝力往前之故，在空中把雙腳成弓箭步以取得投籃的平衡感，型態貌似騎馬射箭。

## S

### S1
戰術。pick and roll與其變體的雙人戰術，在台灣的另一種稱呼法。考據來源，可能是當初引進台灣的教練稱之為special 1戰術(特殊戰術一號)，簡稱S1，流傳至今。

### scorer
得分高手，很會得分的人。(得分王)

### screen
擋人、單擋、擋拆、掩護。設立掩護叫set screen；幫持球的隊友做掩護叫on-ball screen，幫空手的隊友做掩護叫off-ball screen。

### screen out
卡位，同box out。

### second chance
當第一次投籃失手後，可以拿進攻籃板再得分。

### second time
拉竿出手

### shake and bake
一種上籃動作。J. Crawford的招牌動作。做一次背後運球，收球時一樣在背後把球扔回原來的手上。詳情請自行查閱相關影片。

### shoot in traffic
身體碰撞後的出手。並不限於投射動作。

### shoot off dribble
運球後投籃，而且是立即投籃。

### shooter
射手，擅長投射的人。(神射手)

### shot clock
進攻時間限制，一般規定都是24秒內一定要出手，否則控球權歸於對方重新發球。

### spin
過人技巧：轉身。

### steal
抄截或搶斷:正式比賽通常會記錄的數據，即從對方手中或傳球的路徑中截斷球。如果導致球權的交替（也就是說被搶斷后對方控制住球權的話），那麼被搶斷的球員將被記一次失誤（即便再次奪取球權，依舊算做失誤）

### step out
過人動作：簡單來說是運球時向外拉一下，身體橫向移動，擺脫對手繼續向前切入。

### shooting a fadeaway, stop jump shot, stop and pop
急停跳投

### stop the ball
阻運，防守時針對帶球者，使其運球空間受限，難以快速推進或長傳前場。

### substitution
替換，在籃球比賽能夠不斷換人(不能換犯滿的球員)直至用盡限額。

### swish, nothing but net
空心命中，英文中的狀聲詞。香港稱為「穿針」。

### Step back
後撤步

## T

### tip in
托進籃筐

### tear-drop (lay up)
跳起後高拋投，由於弧線形似落淚（tear drop），故得名。一般來說，和floater是同一回事，但floater強調出手的方式，tear drop強調球的軌跡。
灌籃高手中，櫻木花道戲稱澤北榮治用此招為「小便球」。

### team foul
全队犯规，每逢該隊有场上球員犯規，全队犯規將會加1。只要每節全队犯规纍計到5次（含）以上，所有防守犯规對方都可以獲得兩次罰球機會，进攻犯规除外。NBA又會稱為「Bonus」或「Penalty」。

### technical foul
技術犯規，紀錄上計作T。沒有身體碰觸下，嚴重地違反了籃球規則（例如辱罵裁判、對對手做出可能令其受傷的隔空動作）即會以技術犯規定義之。對方球隊獲得一次罰球的機會，並掌有球權。球員的技术犯规計入個人犯規次數中，并且上限兩次。教練的由于自身违反体育道德行为的技术犯规上限兩次，由于其他球队席人员的违反体育道德行的技术犯规上限三次。依現行FIBA的規則，球員如果單場的技術犯規加上違反運動精神犯規累積達兩次，無論個人犯規是否已達五次，均喪失比賽資格。

### three-point play
三分打，即被犯規仍把兩分球打進籃框，加罰的一球也進，一口氣獲得三分。

### timeout
暫停。依據現行FIBA規則，上半場各隊有兩次暫停，下半場有三次，每次延長賽各一次，不能累積，但是第四節最後兩分鐘前每隊最多只能暫停兩次，不能將三次暫停都使用在第四節最後兩分鐘。另外若有電視轉播，因應廣告需求大會可以增設TV timeout，每節過五分鐘未喊過暫停，死球狀態下紀錄台自動叫出一個暫停，不扣球隊暫停次數。
NBA的規矩是，開場擁有7次暫停，2次長暫停（Full Timeout），為期2分鐘，和5次短暫停（Short Timeout），為期20秒，半場結束后，如果有2次長暫停，那麼就會把其中的一次長暫停分解成2次短暫停，但是短暫停的總數不得超過5次。所以一般來說，前半場雙方都會使用至少兩次短暫停。

### traveling (violation)
走步（違例）。簡單來說就是拿著球，完全沒運球，卻走了太多步。籃球規定要持球移動必須進行運球，而非像橄欖球那樣抱住球就可往前衝。具體的走步規則需搭配軸心腳（pivot foot）一併了解。修訂者在此處簡單的說明，並非完全是三步，主要是看
1：有沒有位移
2：是不是有軸心腳，即一隻腳站定，然後以那隻腳為中心轉圈是允許的
3：因為對方的合理卡位（或擠位）而造成軸心腳出現超過一步的移動，而且走步次數過多的話，則算作是走步

### triple-double
一般台灣媒體翻「大三元」。中國大陸稱作三雙。
其中張伯倫曾經在1968年2月2日拿下歷史上唯一的雙三雙22分，25籃板，21助攻。

### triple threat
三威脅姿態，即持球者未下球但保持著可投可傳可切的姿勢。近代籃球中被視為球員的基本動作。

### turnaround jumper
轉身跳投

### turnover
失誤。可做動詞，例如turns it over。只要是進攻方沒出手就把球權交給對手，不管是違例還是進攻犯規，都是一次失誤。反之，違例並不一定是失誤，例如用腳阻止隊進攻方的地板傳球，判腳踢球違例，但不計失誤。

## U

### UCLA cut
空切走位法。

### unsportsmanlike foul
不道德運動犯規，因為名字太長，常稱违例犯规，记录上計作U。在籃球規則中，定義了某些犯規已經違反体育精神，對人不對球，有造成對方受傷之虞，這種犯規就叫不合運動道德犯規。處罰是對方罰兩球（And 1就只罰一球，三分出手就罰三球）並保有球權。2008年起，最常見的U是從側面或後面對快攻球員犯規。一球員領到兩次U必須立即離場。
籃球當中爲了避免不必要的受傷，所以對球員都有要求，如果是從後方或者側方戰術犯規，那麼就要選擇抱腰或者按肩膀（依舊不能對速度已經起來的球員這麼做，也很容易造成球員受傷，所以對于快攻或者突破，通常會選擇打手、阻擋非走擋或者拉手臂的犯規方式來造成干擾，但是有可能會被打進加罰）。

## V

### V cut
空切走位法。

### violation
違例，指的是違反籃球規則。與犯規區別的簡單方式是違例不帶有身體接觸。進攻方違例要把球權給對手（算失誤），防守方違例除了碰球出界，進攻時間要重設為14秒，若多過14秒則不動。例如防守方以腳干擾傳球，shot clock停在15秒，則發球時維持在15秒；若停在7秒，發球時調整成14秒。進攻方將球碰出界，進攻方違例，防守方發球，時間從24秒開始。

## W

### Wide-open
無人看管下的外圍投籃。(空位投籃)

### Windmill
風車手上籃，在上籃前持球先轉360度，反手式則稱為Reverse  windmill。

## Z

### zone defense
區域聯防

## 其他
- 拉竿出手
- 放槍

放槍的意思就是沒人守的時候出手沒進不管是禁區或外線都算
- 翻身跳投

也許是turnaround jump shot
- 擺脫防守
- 三步上籃

三步上籃為台灣及大陆對運球上籃技術的基本動作描述，實際而言並非是指走三步上籃，其描述為：收球前最後一次運球(第1步)，收球(第2步，中樞足確立)，帶動上籃動作的最後一腳起跳(第3步)，故英文一樣為lay up
- 墊步

有分jump stop和hop step兩種動作描述，前者是指運球停止時做出跳起的收球技術，後者則是指接球時以單腳躍起後雙足同時落地的情形
- 拉鋸（戰）
- 兩分球

FIBA規則習慣統計兩分球而非全部的Field Goal，所以台灣也習慣稱呼為兩分球。
- 控球
- 飞冲天（中國用語）

篮球员经常抓着球从禁區內向篮板跳跃灌篮的方式。
进攻战术
- 三角戰術
- 强攻内线
- 外线投篮
- 老鹰进攻
- 挡拆进攻（英语：Back screen）
- 内线策应
- 跑轰战术
- 普林斯顿战术（英语：Princeton offense）
- 牛角戰術
- 駭客戰術
- 电梯门战术

防守战术
- 2-1-2 联防
- 混合防守
- 盯人内线
- 盯人外线
- 區域聯防
- 2-3 联防（英语：2–3 zone defense）
- 1-3-1 联防（英语：1–3–1 defense and offense）
- 3-2 联防（英语：Triangle and Two Defense）
- 全场紧迫防守（英语：Full-court press）